# Strix Television
Strix Television est une société de production télévisuelle suédoise fondée en 1988. Appartenant initialement à MTG, il existe désormais deux sociétés individuelles, Strix Television en Suède et Strix Televisjon en Norvège, toutes deux rachetées par Fremantle en 2021.
La société est connue pour produire des émissions de télé-réalité, y compris à l'international. Depuis 1997, Strix produit Robinson (en). La société a également développé, produit et distribué d'autres formats de téléréalité, tels que The Farm et The Bar.